# Quatrième circonscription du Tarn
La quatrième circonscription du Tarn est l'une des 4 circonscriptions législatives françaises que compte de 1986 à 2012 le département du Tarn (81) situé en région Midi-Pyrénées. 
Le redécoupage des circonscriptions législatives françaises de 2010 fait passer de 4 à 3 le nombre de circonscriptions dans le département du Tarn et provoque la disparition de la 4e circonscription.

## Description géographique et démographique

### Avant le redécoupage de 2010
La quatrième circonscription du Tarn est délimitée par le découpage électoral de la loi n°86-1197 du 24 novembre 1986
, elle regroupe les divisions administratives suivantes : 
- Canton d'Anglès
- Canton de Cuq-Toulza
- Canton de Dourgne
- Canton de Labruguière
- Canton de Lautrec
- Canton de Lavaur
- Canton de Mazamet-Nord-Est
- Canton de Mazamet-Sud-Ouest
- Canton de Puylaurens
- Canton de Saint-Amans-Soult
- Canton de Saint-Paul-Cap-de-Joux
- Canton de Vielmur-sur-Agout

D'après le recensement général de la population en 1999, réalisé par l'Institut national de la statistique et des études économiques (INSEE), la population totale de cette circonscription est estimée à 94263 habitants,.

### Après le redécoupage de 2010
Le redécoupage de 2010 provoque la disparition de la circonscription. La quasi-totalité des cantons qui la composent forment alors, associés aux cantons de Castres Nord et Castres Ouest, la nouvelle 3e circonscription. Seul le canton d'Anglès est rattaché à la nouvelle 1re circonscription.

## Historique des députations
| Législature | Début de mandat | Fin de mandat  | Député             | Parti politique | Observations                                                                          |
| ----------- | --------------- | -------------- | ------------------ | --------------- | ------------------------------------------------------------------------------------- |
| IXe         | 23 juin 1988    | 1er avril 1993 | Jacqueline Alquier | PS              |                                                                                       |
| Xe          | 2 avril 1993    | 21 avril 1997  | Bernard Carayon,   | RPR,            | Mandat écourté à la suite d'une dissolution parlementaire décidée par Jacques Chirac. |
| XIe         | 12 juin 1997    | 18 juin 2002   | Monique Collange   | PS              |                                                                                       |
| XIIe        | 19 juin 2002    | 19 juin 2007   | Bernard Carayon,   | RPR,            |                                                                                       |
| XIIIe       | 20 juin 2007    | 19 juin 2012   | Bernard Carayon    | UMP             |                                                                                       |

## Historique des élections

### Élections de 1988
| Candidat       | Candidat                | Parti          | Premier tour | Premier tour | Second tour | Second tour |  |
| Candidat       | Candidat                | Parti          | Voix         | %            | Voix        | %           |  |
| -------------- | ----------------------- | -------------- | ------------ | ------------ | ----------- | ----------- |  |
|                | Jacqueline Alquier élue | PS             | 21 410       | 42,19        | 27 970      | 51,49       |  |
|                | Albert Mamy sortant     | UDF (PR) (URC) | 20 245       | 39,89        | 26 353      | 48,51       |  |
|                | Norbert Lacassagne      | FN             | 5 043        | 9,94         |             |             |  |
|                | Jacques Cauquil         | PCF            | 4 053        | 7,99         |             |             |  |
|                |                         |                |              |              |             |             |  |
| Inscrits       | Inscrits                | Inscrits       | 68 106       | 100,00       | 68 077      | 100,00      |  |
| Abstentions    | Abstentions             | Abstentions    | 16 306       | 23,94        | 12 456      | 18,3        |  |
| Votants        | Votants                 | Votants        | 51 800       | 76,06        | 55 621      | 81,7        |  |
| Blancs et nuls | Blancs et nuls          | Blancs et nuls | 1 049        | 2,03         | 1 298       | 2,33        |  |
| Exprimés       | Exprimés                | Exprimés       | 50 751       | 97,97        | 54 323      | 97,67       |  |

Le suppléant de Jacqueline Alquier était Jean-Pierre Cabané, DVG, négociant en fruits et légumes, conseiller général du canton de Mazamet-Nord-Est, conseiller municipal de Mazamet.

### Élections de 1993
| Candidat       | Candidat                    | Parti          | Premier tour | Premier tour | Second tour | Second tour |  |
| Candidat       | Candidat                    | Parti          | Voix         | %            | Voix        | %           |  |
| -------------- | --------------------------- | -------------- | ------------ | ------------ | ----------- | ----------- |  |
|                | Bernard Carayon élu         | RPR            | 12 514       | 24,84        | 28 642      | 56,31       |  |
|                | Jacqueline Alquier sortante | PS (ADFP)      | 12 404       | 24,62        | 22 221      | 43,69       |  |
|                | Albert Mamy                 | UDF (PR)       | 10 303       | 20,45        | Retrait     | Retrait     |  |
|                | André Carayon               | FN             | 6 236        | 12,38        |             |             |  |
|                | Jacques Cauquil             | PCF            | 3 754        | 7,45         |             |             |  |
|                | Christian Emaille           | Les Verts (EÉ) | 3 497        | 6,94         |             |             |  |
|                | Anne Amalric                | LT-LNÉ         | 1 412        | 2,8          |             |             |  |
|                | Mariette Perron             | PLN            | 260          | 0,52         |             |             |  |
|                |                             |                |              |              |             |             |  |
| Inscrits       | Inscrits                    | Inscrits       | 69 345       | 100,00       | 69 337      | 100,00      |  |
| Abstentions    | Abstentions                 | Abstentions    | 15 367       | 22,16        | 14 509      | 20,93       |  |
| Votants        | Votants                     | Votants        | 53 978       | 77,84        | 54 828      | 79,07       |  |
| Blancs et nuls | Blancs et nuls              | Blancs et nuls | 3 598        | 6,67         | 3 965       | 7,23        |  |
| Exprimés       | Exprimés                    | Exprimés       | 50 380       | 93,33        | 50 863      | 92,77       |  |

Le suppléant de Bernard Carayon était Jean Bertin, Président de la Chambre de commerce et d'industrie de Mazamet, conseiller municipal de Mazamet.

### Élections de 1997
| Candidat       | Candidat                | Parti             | Premier tour | Premier tour | Second tour | Second tour |  |
| Candidat       | Candidat                | Parti             | Voix         | %            | Voix        | %           |  |
| -------------- | ----------------------- | ----------------- | ------------ | ------------ | ----------- | ----------- |  |
|                | Bernard Carayon sortant | RPR               | 17 609       | 35,28        | 25 542      | 48,69       |  |
|                | Monique Collange élue   | PS                | 15 979       | 32,02        | 26 916      | 51,31       |  |
|                | Jean-Claude Aubin       | FN                | 7 148        | 14,32        |             |             |  |
|                | Christiane Odetti       | PCF               | 4 163        | 8,34         |             |             |  |
|                | Jean Couchet            | Divers écologiste | 2 075        | 4,16         |             |             |  |
|                | Marc Saussier           | US4J              | 787          | 1,58         |             |             |  |
|                | Christian Emaille       | GÉ                | 779          | 1,56         |             |             |  |
|                | Marielle Fabres         | LDI (MPF)         | 768          | 1,54         |             |             |  |
|                | Serge Viaule            | Régionaliste (PO) | 598          | 1,2          |             |             |  |
|                |                         |                   |              |              |             |             |  |
| Inscrits       | Inscrits                | Inscrits          | 69 283       | 100,00       | 69 271      | 100,00      |  |
| Abstentions    | Abstentions             | Abstentions       | 16 082       | 23,21        | 13 384      | 19,32       |  |
| Votants        | Votants                 | Votants           | 53 201       | 76,79        | 55 887      | 80,68       |  |
| Blancs et nuls | Blancs et nuls          | Blancs et nuls    | 3 295        | 6,19         | 3 429       | 6,14        |  |
| Exprimés       | Exprimés                | Exprimés          | 49 906       | 93,81        | 52 458      | 93,86       |  |

Le suppléant de Monique Collange était Jean-Louis Henry, professeur, maire de Payrin-Augmontel.

### Élections de 2002
| Candidat       | Candidat                  | Parti          | Premier tour | Premier tour | Second tour | Second tour |  |
| Candidat       | Candidat                  | Parti          | Voix         | %            | Voix        | %           |  |
| -------------- | ------------------------- | -------------- | ------------ | ------------ | ----------- | ----------- |  |
|                | Monique Collange sortante | PS             | 16 681       | 31,45        | 23 829      | 48,42       |  |
|                | Bernard Carayon élu       | UMP            | 12 731       | 24           | 25 387      | 51,58       |  |
|                | Anne Laperrouze           | UDF            | 9 255        | 17,45        |             |             |  |
|                | Bernard Antony            | FN             | 6 234        | 11,75        |             |             |  |
|                | Christiane Odetti         | PCF            | 1 492        | 2,81         |             |             |  |
|                | Jean-Marc Phalippou       | CPNT           | 1 469        | 2,77         |             |             |  |
|                | Marc Rouanet              | CNIP           | 1 107        | 2,09         |             |             |  |
|                | Florence Guibaud          | Les Verts      | 895          | 1,69         |             |             |  |
|                | Ingrid Darroman           | LCR            | 808          | 1,52         |             |             |  |
|                | Marie-Joëlle Aubril       | LT-LNÉ         | 511          | 0,96         |             |             |  |
|                | Michèle Martin            | LO             | 441          | 0,83         |             |             |  |
|                | Sylvette Cathalo          | MNR            | 430          | 0,81         |             |             |  |
|                | Marielle Fabres           | MPF            | 287          | 0,54         |             |             |  |
|                | André Lafond              | Extrême gauche | 220          | 0,41         |             |             |  |
|                | Serge Viaule              | S&P            | 213          | 0,4          |             |             |  |
|                | Louis-Dominique Andreo    | GÉ             | 140          | 0,26         |             |             |  |
|                | Stéphane Valle            | ÉD             | 128          | 0,24         |             |             |  |
|                | Grégory Peauger           | Divers         | 0            | 0            |             |             |  |
|                |                           |                |              |              |             |             |  |
| Inscrits       | Inscrits                  | Inscrits       | 73 609       | 100,00       | 73 604      | 100,00      |  |
| Abstentions    | Abstentions               | Abstentions    | 18 929       | 25,72        | 21 763      | 29,57       |  |
| Votants        | Votants                   | Votants        | 54 680       | 74,28        | 51 841      | 70,43       |  |
| Blancs et nuls | Blancs et nuls            | Blancs et nuls | 1 638        | 3            | 2 625       | 5,06        |  |
| Exprimés       | Exprimés                  | Exprimés       | 53 042       | 97           | 49 216      | 94,94       |  |

La suppléante de Bernard Carayon était Andrée Farenc, infirmière, conseillère municipale de Mazamet.

### Élections de 2007
| Candidat       | Candidat                      | Parti          | Premier tour | Premier tour | Second tour | Second tour |  |
| Candidat       | Candidat                      | Parti          | Voix         | %            | Voix        | %           |  |
| -------------- | ----------------------------- | -------------- | ------------ | ------------ | ----------- | ----------- |  |
|                | Bernard Carayon sortant réélu | UMP            | 22 942       | 42,75        | 28 131      | 53,61       |  |
|                | Monique Collange              | PS             | 15 569       | 29,01        | 24 340      | 46,39       |  |
|                | Anne Laperrouze               | UDF–MoDem      | 6 966        | 12,98        |             |             |  |
|                | Pierre Vignau                 | FN             | 1 905        | 3,55         |             |             |  |
|                | Christiane Odetti             | PCF            | 1 296        | 2,41         |             |             |  |
|                | Marie-Pierre Lesur            | LCR            | 1 184        | 2,21         |             |             |  |
|                | Michel Nègre                  | CPNT           | 927          | 1,73         |             |             |  |
|                | Véronique Ruschke             | LT-LNÉ         | 835          | 1,56         |             |             |  |
|                | Marielle Fabres               | MPF            | 508          | 0,95         |             |             |  |
|                | Josiane Daunis Marty          | Régionaliste   | 454          | 0,85         |             |             |  |
|                | Dominique Remond              | Divers         | 444          | 0,83         |             |             |  |
|                | Michèle Martin                | LO             | 412          | 0,77         |             |             |  |
|                | Maurice Gomes                 | MNR            | 226          | 0,42         |             |             |  |
|                |                               |                |              |              |             |             |  |
| Inscrits       | Inscrits                      | Inscrits       | 80 079       | 100,00       | 80 069      | 100,00      |  |
| Abstentions    | Abstentions                   | Abstentions    | 25 259       | 31,54        | 25 503      | 31,85       |  |
| Votants        | Votants                       | Votants        | 54 820       | 68,46        | 54 566      | 68,15       |  |
| Blancs et nuls | Blancs et nuls                | Blancs et nuls | 1 152        | 2,1          | 2 095       | 3,84        |  |
| Exprimés       | Exprimés                      | Exprimés       | 53 668       | 97,9         | 52 471      | 96,16       |  |

#### Département du Tarn
- La fiche de l'INSEE de cette circonscription : « Tableaux et Analyses de la quatrième circonscription du Tarn », sur insee.fr, site de l'Institut national de la statistique et des études économiques (consulté le 10 juin 2007) [PDF]

- « Tous les députés du département du Tarn depuis 1789 » [archive du 28 septembre 2007], sur assemblee-nationale.fr, site de l'Assemblée nationale française (consulté le 10 juin 2007)

- « Informations contentieuses sur le département du Tarn (Élections législatives de 2002) »(Archive.org • Wikiwix • Archive.is • Google • Que faire ?), sur conseil-constitutionnel.fr, site du Conseil constitutionnel (consulté le 13 juin 2007)

#### Circonscriptions en France
- « Carte des circonscriptions législatives en France », sur assemblee-nationale.fr, site de l'Assemblée nationale française (consulté le 10 juin 2007)

- « Résultats électoraux officiels en France »(Archive.org • Wikiwix • Archive.is • Google • Que faire ?), sur interieur.gouv.fr, site du ministère de l'Intérieur (France) (consulté le 13 juin 2007)

- Description et Atlas des circonscriptions électorales de France sur http://www.atlaspol.com, Atlaspol, site de cartographie géopolitique, consulté le 13 juin 2007.